# Manga Plus
Manga Plus (яп. マンガプラス Манга пурасу, стилизованное название: MANGA Plus) — сервис цифровой дистрибуции манги, запущенный японским издательством Shueisha в январе 2019 года. Доступен посредством веб-сайта и мобильного приложения по всему миру, за исключением Японии, Китая и Республики Корея. На Manga Plus публикуются переводы новых глав из числа манги, выпускаемых в журналах Weekly Shonen Jump, Shonen Jump+, Jump Square, Weekly Young Jump, Tonari no Young Jump и V Jump издательства Shueisha, а также оригинальная манга для сервиса. Из-за лицензионных ограничений у большинства сериалов в сервисе бесплатно доступны только три самые первые и три самые последние главы.

## История
В 1990-х годах журнал Weekly Shonen Jump издательства Shueisha достиг пикового еженедельного тиража в 6,53 миллиона копий и с тех пор его читательская аудитория неуклонно снижалась в результате более широкого упадка индустрии печатных медиа. В качестве ответных мер и в попытке охватить более широкую аудиторию читателей Shueisha обратилась к цифровой дистрибуции. В 2012 году издательство запустило интернет-магазин Jump Book Store. В 2014 году Shueisha основала интернет-журнал Shonen Jump+, давший возможность пользователям покупать цифровые издания манги, выпускаемой в линейке журналов Jump, и цифровое издание журнала Weekly Shonen Jump.
Сюхэй Хосоно, главный редактор Shonen Jump+ и Manga Plus, заявил, что в Shueisha известно о большом количестве читателей манги за рубежом и в издательстве хотят донести мангу до большего числа людей по всему миру. В 2017 году в Shueisha началось обсуждение о возможном создании международной версии Shonen Jump+. Запуск Manga Plus состоялся 28 января 2019 года. Сервис стал доступен для всех стран, за исключением Японии, Китая и Республики Корея, так как в этих странах доступны собственные интернет-сервисы для чтения манги. Дистрибуцией манги посредством сервиса занимается внутренний редакционный отдел Shonen Jump+. Редактор Shueisha и управляющий онлайн-сервисами Shonen Jump+ и Manga Plus Юта Момияма сказал, что прямое управление Manga Plus издательством Shueisha может стать «основной частью редакционного подхода Weekly Shonen Jump».
До начала работы сервиса манга издательства Shueisha распространялась по всему миру посредством местных издателей или линий дистрибуции. Запуск сервиса стал первым случаем, когда издательство расширило предоставление своих услуг на весь мир. На момент начала работы было доступно 50 наименований манги. Часть доходов, полученных от рекламы, идут непосредственно авторам оригинальной манги.
На момент начала работы единственным доступным в сервисе языком был английский. Раздел сайта на испанском языке открыт 25 февраля 2019 года. Раздел на тайском языке был открыт 1 декабря 2019 года и доступен только в Таиланде, Камбодже и Лаосе. В феврале 2021 года несколько манг стали доступны на индонезийском языке. Перевод манги на бразильский вариант португальского языка стал доступен 12 апреля 2021 года только в Бразилии и Португалии. В августе 2021 года в Manga Plus были сняты региональные ограничения для всех языков и появилась возможность перейти к переводу на другой язык со страницы манги. Раздел на русском языке появился на сайте 9 августа 2021 года; переводы глав выполняются компаниями «Истари комикс» и «РуАниме». Раздел на французском языке был запущен 26 сентября 2021 года в ответ на многочисленные запросы.
Начиная с 2023 года английский перевод новых серий манг будет публиковаться в Manga Plus сразу после запуска серии в Shonen Jump+.
В августе 2022 года был запущен онлайн-сервис Manga Plus Creators, в котором публикуется манга за авторством пользователей сервиса из Японии и других стран; сервис управляется редакционным отделом Shonen Jump+ вместе с компанией-локализатором MediBang.

## Список манги на русском языке
- «Беглый самурай» (автор: Юсэй Мацуи)
- «Дни Сакамото» (автор: Юто Судзуки)
- «Доктор Стоун» (авторы: Риитиро Инагаки и Боити)
- «Кайдзю № 8» (автор: Наоя Мацумото)
- «Магическая битва» (автор: Гэгэ Акутами)
- «Магия и мускулы[англ.]» (автор: Хадзимэ Комото)
- «Миссия семьи Ёдзакура[англ.]» (автор: Хицудзи Гондайра)
- «Нежить и неудача» (автор: Ёсифуми Тодзука)
- «Семья шпиона» (автор: Тацуя Эндо)
- «Тёдзин X[англ.]» (автор: Суи Исида)
- «Чёрный клевер» (автор: Юки Табата)